# Brown Palace Hotel

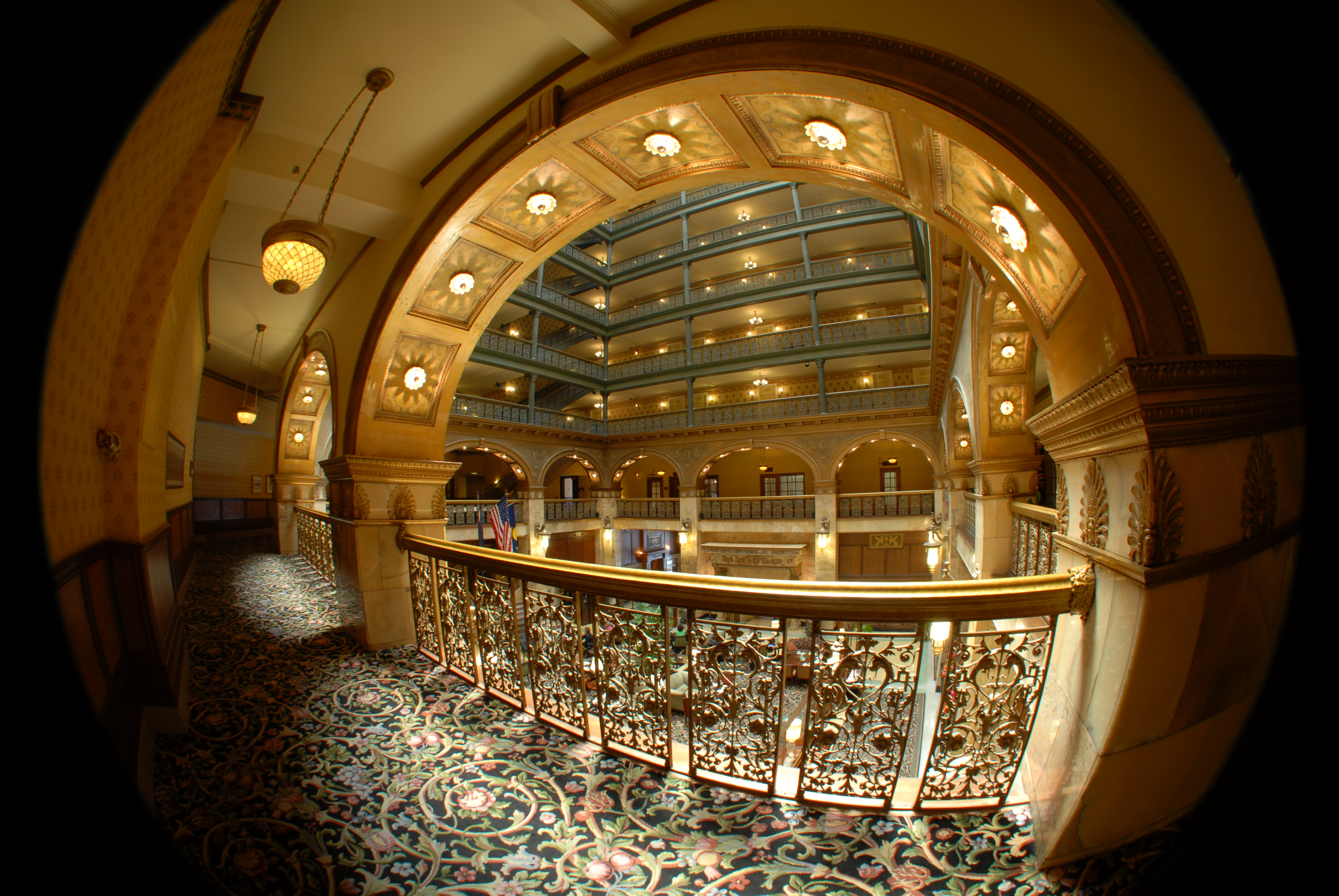
Atrium à l'intérieur du Brown Palace.

Le Brown Palace Hotel est le second plus ancien hôtel de la ville de Denver au Colorado. Il est géré par la compagnie Quorum Hotels and Resorts. Construit en 1892, un an après le Oxford Hotel, il fut nommé en hommage à son propriétaire initial Henry Brown. Il fut dessiné par l'architecte Frank Edbrooke. 
Parmi ses clients illustres, citons les présidents Theodore Roosevelt, Dwight D. Eisenhower, Harry S Truman, Warren Harding et William Howard Taft, l'Incoulable Molly Brown, le président chinois Sun Yat-sen, la reine Marie de Saxe-Cobourg-Gotha et le groupe de musique des Beatles.
L'hôtel possède un grand Atrium sur huit niveaux et quatre restaurants renommés.